# Aeródromo de San Vito
El aeródromo de San Vito (IATA: TOO, OACI: MRSV) es un aeródromo público costarricense que sirve a la ciudad de San Vito en la provincia de Puntarenas. San Vito se encuentra a ocho kilómetros al oeste de la frontera con Panamá.
Hay un barranco ancho justo antes de la pista de aterrizaje 08 en su lado occidental. Alrededor del aeródromo en todas las direcciones, el terreno está en inclinación. La baliza no direccional de Coto 47 (Ident: COT) está localizada a 25 kilómetros al sur del aeródromo. El VOR-DME de David (Ident: DAV) está localizado a 75 kilómetros al sureste del aeródromo.